# Rustaveli (tunnelbanestation)
För andra betydelser, se Rustaveli.
| Urban station on track |

| Urban station on track |

| Urban station on track |

| Urban station on track |

| Urban station on track |

| Urban station on track |

| Urban station on track |

| Unknown BSicon "utTHSTto" |

| Urban station on track |

| Urban station on track |

| Urban station on track |

| Urban station on track |

| Urban station on track |

| Urban station on track |

| Urban station on track |

| Urban station on track |

| Urban station on track |

| Urban station on track |

| Urban station on track |

| Urban station on track |

| Urban station on track |

| Urban station on track |

| Urban station on track |

| Unknown BSicon "utTHSTto" |

| Urban station on track |

| Urban station on track |

| Urban station on track |

| Urban station on track |

| Urban station on track |

| Urban station on track |

| Urban station on track |

| Urban station on track |

Rustaveli (georgiska: რუსთაველი) är en station på Achmeteli-Varketililinjen i Tbilisis tunnelbana. Stationer är belägen vid Rustavelitorget vid den norra änden av Rustaveliavenyn. Stationen öppnades den 11 januari 1966 som en del av den första tunnelbanelinjen tillsammans med sex andra stationer mellan Didube och Rustaveli. Stationen ligger mellan stationerna Tavisuplebis moedani och Mardzjanasjvili. Med sitt djup på 60 meter (och en rulltrappa som är 120 meter lång) är den den djupaste i Tbilisis tunnelbana, och med det även i hela Georgien. 